# Venmo
Venmo é um serviço de pagamento móvel de propriedade do PayPal. Os titulares de contas Venmo podem transferir fundos para outras pessoas por meio de um aplicativo de celular; o remetente e o destinatário precisam morar nos EUA. A empresa processou US$ 12 bilhões em transações no primeiro trimestre de 2018.
Desde 2008, as transferências em dinheiro usando o Venmo não são instantâneas e podem ser canceladas após o envio de uma transferência inicial. Como a transferência eletrônica tradicional, eles podem levar de um a três dias úteis para se tornarem finais.

## Produtos
Os usuários criam uma conta por meio de um aplicativo ou site móvel e fornecem informações básicas e informações da conta bancária. Os destinatários das transações podem ser encontrados via número de telefone, nome de usuário da Venmo ou email.
Os usuários têm um saldo Venmo usado para suas transações. Eles podem vincular suas contas bancárias, cartões de débito ou cartões de crédito à sua conta Venmo. alternativamente, os usuários podem solicitar um Venmo MasterCard e pagar através dele.
Quando os usuários criam uma conta pela primeira vez, o total de transações não pode exceder US$ 299,99 até que sua identidade seja verificada. Após a verificação da identidade, os usuários podem enviar até US$ 2.999,99 a cada período de sete dias.

### Venmo MasterCard
Em 2018, a Venmo lançou um novo cartão de débito físico disponível para os usuários. O cartão é executado na rede MasterCard e oferece acesso a caixas eletrônicos e proteção de cheque especial. Ele pode ser usado em qualquer lugar que aceite MasterCard e permite até US$ 400 em saques diários em caixas eletrônicos, embora as transações em caixas eletrônicos que não sejam do Money-Pass tenham um mínimo de US$ 2,50 em taxas de saque.
Além disso, o serviço oferece uma função de recarga, que, quando ativada, retira dinheiro da conta corrente vinculada de um usuário em incrementos de US$ 10 se o saldo da Venmo cair muito baixo para cobrir uma compra. Os clientes podem estar sujeitos a taxas ou outras consequências de seu banco, se comprarem essa conta em cheque especial.

### Componente social
Venmo inclui interação em redes sociais foi criado para que os amigos pudessem dividir as contas rapidamente, seja para filmes, jantar, aluguel, ingressos etc. Quando um usuário faz uma transação, os detalhes da transação (sem o valor do pagamento) são compartilhados no "feed de notícias" do usuário e à rede de amigos do usuário.
No início, a Venmo exigia que novos usuários se registrassem através do Facebook, o que facilitou a localização de colegas que eles queriam pagar e também forneceu à Venmo marketing gratuito.
Para usuários que não são amigos no Facebook, o aplicativo permitiu a oportunidade de pesquisar por nome de usuário e número de telefone. Os perfis são personalizados com imagens de perfil, nomes de usuário e histórico de transações da Venmo. As transações podem ser privadas, mas a maioria dos usuários mantém o padrão e não altera as configurações de privacidade.
Cada transação inclui uma descrição do pagamento, em texto, emoji ou ambos. Essa descrição é necessária para concluir a transação, mas o Venmo não aplica requisitos de conteúdo (por exemplo, alguém pode descrever a transação como "nada"). A Venmo recomenda emoji quando uma despesa comum é inserida como descrição. No geral, 30% das transações da Venmo incluem pelo menos um emoji.

### Segurança
A Venmo alegou que sua segurança é de nível bancário e que dados pessoais e financeiros são criptografados e protegidos em servidores seguros para se proteger contra transações não autorizadas.  Jornalistas, pesquisadores de segurança, o Departamento de Supervisão de Negócios da Califórnia (DBO) e a Comissão Federal de Comércio contestaram essas alegações.
Em fevereiro de 2018, a FTC estabeleceu-se com a Venmo, depois que uma investigação descobriu falsas representações sobre segurança "de grau bancário" e falhas no cumprimento da regra e regra de privacidade de salvaguardas Gramm-Leach-Bliley.
O Better Business Bureau informou que alguns golpistas exploram o período de cancelamento para parecer pagar, mas acabam evitando pagar por um item.

## História
A Venmo foi fundada por Andrew Kortina e Iqram Magdon-Ismail, que se conheceram como calouros na Universidade da Pensilvânia. Segundo Kortina, a dupla foi inicialmente inspirada a criar uma solução de transação, enquanto, no processo de ajudar a abrir a loja de iogurte de um amigo, eles "perceberam o quão horrível era o software tradicional de ponto de venda". Em um show de jazz local, Kortina e Magdon-Ismail conceberam a ideia de comprar instantaneamente um MP3 do programa via mensagem de texto. Finalmente, a ideia foi consolidada quando Magdon-Ismail esqueceu sua carteira durante uma viagem para visitar Kortina. O processo de liquidação de suas dívidas foi um inconveniente considerável, principalmente se comparado à possibilidade de transações por telefone celular. Logo depois, eles começaram a trabalhar em uma maneira de enviar dinheiro através de telefones celulares.
Em maio de 2010, a empresa levantou US$ 1,2 milhão em dinheiro de sementes em uma rodada de financiamento liderada pela RRE Ventures.
Em 2012, a empresa foi adquirida pela Braintree por US$ 26,2 milhões.
Em dezembro de 2013, o PayPal adquiriu a Braintree por US$ 800 milhões.
Antes de outubro de 2015, a Venmo proibia os comerciantes de aceitar pagamentos da Venmo.
Em 27 de janeiro de 2016, o PayPal anunciou que a Venmo estava trabalhando com comerciantes selecionados que aceitariam a Venmo como pagamento. Os parceiros de lançamento inicial incluíram Munchery e Gametime.  Todos os comerciantes que aceitam PayPal agora podem aceitar Venmo.
Em maio de 2018, o produto comercial da Venmo não permitia "vender bens ou serviços pessoalmente";  no entanto, a pesquisa sobre tendências de pagamentos móveis entre restaurantes de mãe e filho na cidade de Nova York naquele mês revelou um caso de uso do mercado cinza, pelo qual alguns takeouts e caminhões de comida chineses usavam códigos QR Venmo pessoais para aceitar pagamentos de clientes.